# So Good (Louisa Johnson)
So Good è un singolo della cantante inglese Louisa Johnson pubblicato il 28 ottobre 2016 attraverso la Syco.

## Video musicale
Il video musicale, è stato reso disponibile sul canale YouTube della cantante il 4 novembre 2016.

## Tracce
Download digitale
Testi e musiche di Chelcee Grimes, Ed Drewett, Steve Mac.
1. So Good – 3:10

Download digitale
1. So Good (Acoustic) – 3:06

Download digitale
1. So Good (Alex Adair Remix) – 3:29

## Classifiche
| Classifica (2016) | Posizione massima |
| ----------------- | ----------------- |
| Regno Unito       | 13                |